# Заречная Слобода (Московская область)
Заречная Слобода — деревня в Можайском районе Московской области, в составе городского поселения Можайск. Численность постоянного населения по Всероссийской переписи 2010 года — 148 человек, в деревне числятся 5 улиц. До 2006 года Заречная Слобода входила в состав Кукаринского сельского округа.
Деревня расположена в центральной части района, по правому берегу Москва-реки, примерно в 1,5 км к северо-западу от Можайска, высота центра над уровнем моря 196 м. Ближайшие населённые пункты — примыкающий с севера посёлок Медико-Инструментального Завода и деревня Кукарино в 1 км на юг.